# Larry (gat)
Larry (nascut al voltant del gener de 2007) és un gat tabby domèstic britànic que des de 2011 exerceix com a caçador de ratolins a l'oficina del gabinet al número 10 de Downing Street. Està cuidat pel personal de Downing Street i no és propietat personal del primer ministre del Regne Unit. Larry ha viscut al número 10 de Downing Street durant els mandats de primer ministre de sis primers ministres: David Cameron, Theresa May, Boris Johnson, Liz Truss, Rishi Sunak i Keir Starmer.

## Vida primerenca
Larry va néixer com un gat perdut cap al gener de 2007 i més tard va entrar en possessió de la Battersea Dogs & Cats Home. El 2011, va ser adoptat pel personal de Downing Street, inicialment destinat a ser una mascota per als fills de Cameron. Va ser descrit per fonts de Downing Street com un "bon caçador de ratolins" i amb "un alt instint de caça i captura". El 2012, Battersea Dogs & Cats Home va dir que la publicitat de Larry havia donat lloc a un augment del 15% en les adopcions de gats.
Poc després de ser acollit a Downing Street, va circular a la premsa una història que deia que Larry era un gat perdut i que el propietari original havia iniciat una campanya per recuperar-lo. Tanmateix, més tard es va trobar que la història era un engany, i no existia cap propietari ni campanya.

## Carrera professional

### Funcions oficials
El lloc web de Downing Street descriu els deures de Larry com "saludar els hostes de la casa, inspeccionar les defenses de seguretat i provar mobles antics per a la qualitat de la migdiada". Diuen també que s'està "contemplant una solució per a l'ocupació del ratolí de la casa" i ha dit Downing Street que aquesta solució encara està en "etapa de planificació tàctica". A diferència dels seus predecessors des de 1929, els costos de Larry són finançats voluntàriament per membres del personal sense cap cost per al govern. Es creu que els esdeveniments de recaptació de fons (organitzats per pagar el seu menjar) van incloure una nit de proves, celebrada a les sales estatals. David Cameron va explicar durant el seu darrer PMQ el 2016 que Larry és un funcionari i no és propietat personal i, per tant, es quedaria a Downing Street després que el seu successor prengués possessió. Larry ha mantingut la seva posició a través dels primers ministres May, Johnson, Truss, Sunak i Starmer.

### Treballar com a caçador de ratolins
Al cap d'un mes de la seva arribada a Downing Street, fonts anònimes van descriure Larry amb "una clara manca d'instint assassí". Més tard aquell any, es va revelar que Larry passava més temps dormint que caçant ratolins, i compartia la companyia d'una gata, Maisie. En un moment del 2011, els ratolins eren tan endèmics a Downing Street que el primer ministre, David Cameron, va recórrer a llançar-li una forquilla durant un sopar del gabinet. La seva manca d'instint assassí també li va valer el sobrenom de "Lazy Larry" per part de la premsa sensacionalista. Va fer la seva primera mort coneguda, un ratolí, el 22 d'abril de 2011. El 28 d'agost de 2012, Larry va fer la seva primera matança pública, deixant caure la seva presa a la gespa davant del número 10. El setembre de 2012, la gata Freya també va ser nomenada com a Cap de caçar ratolins a l'oficina del gabinet. L'octubre de 2013, Larry va atrapar quatre ratolins en dues setmanes i un membre del personal va rescatar un ratolí de les seves urpes.
El juliol de 2015, George Osborne, el canceller d'Hisenda, i el ministre de l'Oficina del Gabinet Matt Hancock van arraconar un ratolí a l'oficina del canceller, atrapant-lo en una bossa de sandvitx de paper marró. La premsa va fer broma dient que Osborne podria assumir el càrrec de Cap de caçador de ratolins.

### Salut
El setembre de 2023, The Sun va informar que Larry feia temps que estava malalt i que el personal de Downing Street es preparava per a la seva mort. Una declaració de Downing Street ho va negar i va descriure Larry com "feliç i saludable".
L'agost de 2024 es va informar que el personal de Downing Street havia començat a preparar plans per anunciar la mort de Larry al públic. Tanmateix, es va dir que Larry encara estava bé.

### Imatge pública
Abans de les eleccions generals de 2024, una enquesta d'opinió d'⁣Ipsos va mostrar que Larry tenia una ràtio d'opinions favorables del 44% i un índex d'opinions favorables del 40% més alts que el primer ministre Rishi Sunak (22% i -36%) i el líder de l'oposició Keir Starmer (34% i –7%).

## Relacions amb els polítics

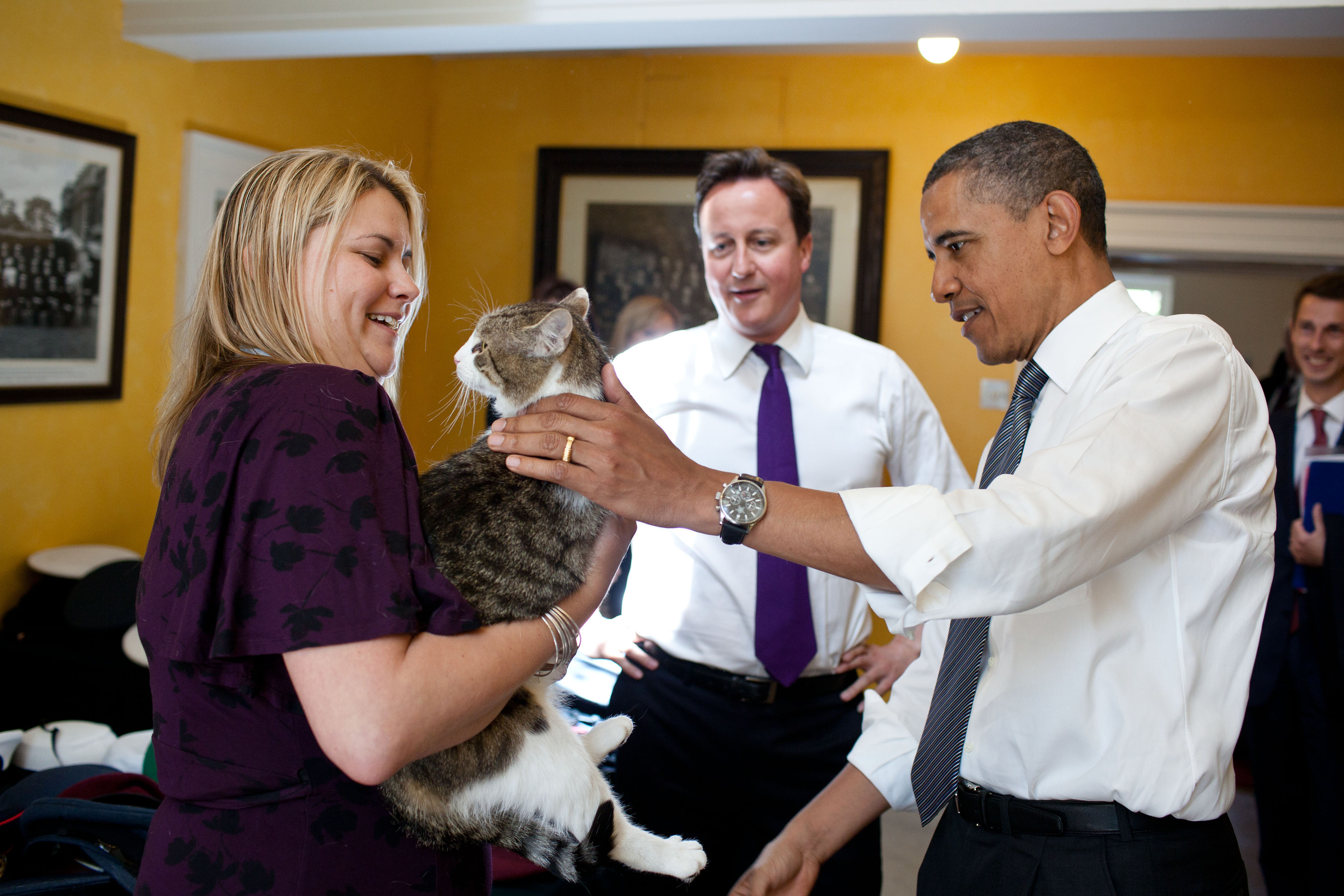
Larry amb el primer ministre David Cameron i el president dels Estats Units, Barack Obama.

David Cameron ha dit que Larry està "una mica nerviós" amb els homes, especulant que, com que Larry era un gat rescatat, això pot ser degut a experiències negatives en el seu passat. Cameron va esmentar que Barack Obama és una aparent excepció a aquesta por: va dir: "Curiosament li agradava Obama. Obama li va donar un toc i estava bé amb Obama".
El setembre de 2013, les tensions van augmentar entre Cameron i Larry. Es va informar que Cameron es va oposar al pèl de gat al seu vestit i l'olor del menjar per a gats va haver de ser dissimulada amb un ambientador quan Downing Street tenia visitants. Es va dir que als Cameron no els agradava Larry, enmig de suggeriments que la mascota era un truc de relacions públiques. Cameron va publicar a X (anteriorment Twitter) dient que ell i Larry s'havien portat "perfectament bé". No obstant això, l'empresa de jocs d'atzar en línia Ladbrokes va fer de Cameron el favorit de les probabilitats (1/2) per sortir primer de Downing Street, amb Larry com a foraster de 6/4. El Daily Telegraph va suggerir que a Cameron mai li havien agradat els gats, però que els doctors de spin creien que Larry podria millorar la seva imatge pública.
L'⁣exviceprimer ministre Nick Clegg ha descrit una porta de seguretat interna de Downing Street que requereix el contacte amb el micròfon per accedir-hi com cada cop més "no per seguretat sinó per mantenir els gats fora d'un extrem a un altre de l'edifici". Quan va deixar el càrrec el 2016, Cameron va parlar de la seva "tristesa" per no poder portar Larry amb ell. Quan Theresa May el va succeir el 2016, es va preocupar que Larry no estigués estressat i pogués trobar a faltar la família Cameron.

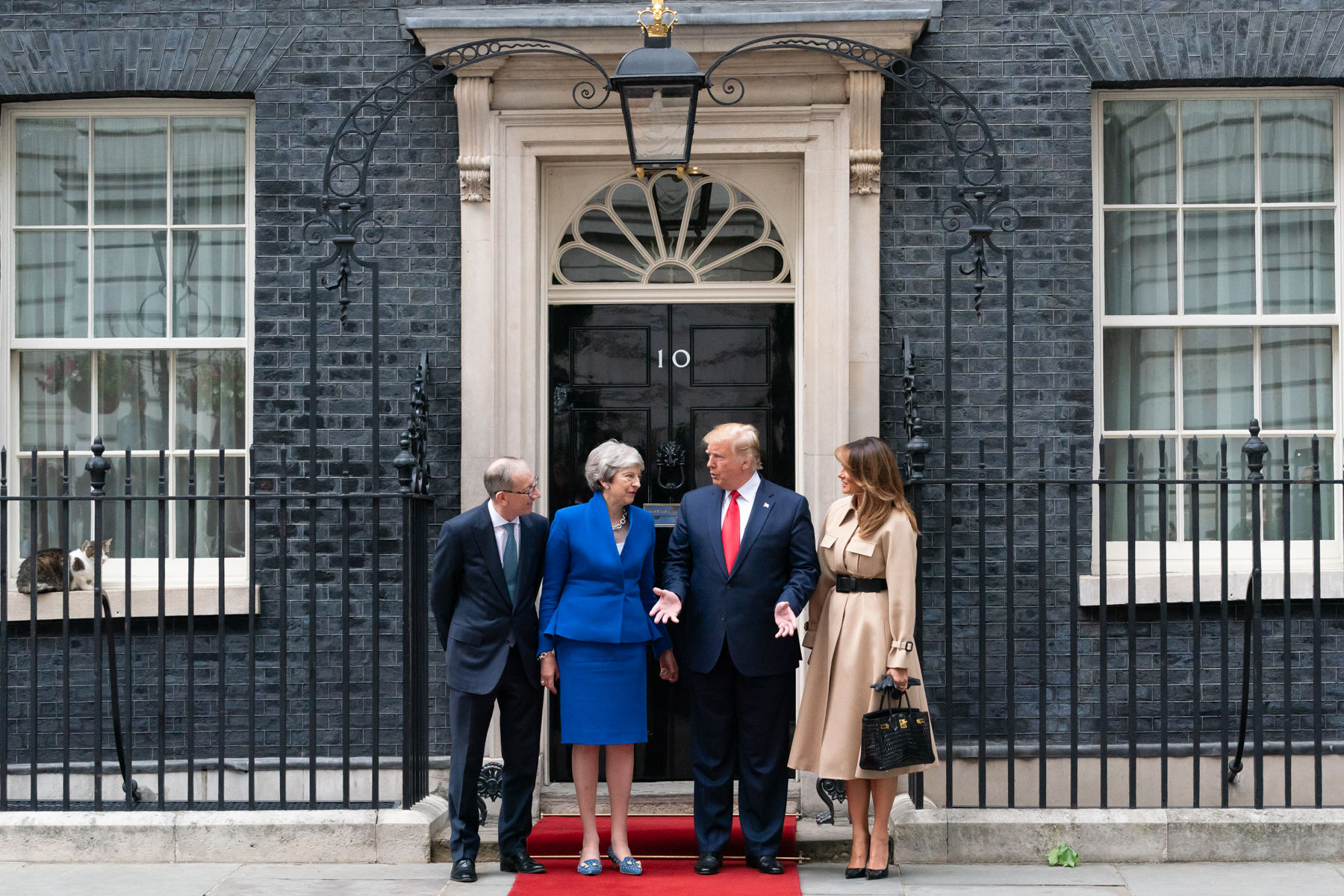
Larry (esquerra) es troba a la finestra del número 10 de Downing Street, durant la visita del president dels Estats Units, Donald Trump.

L'agost de 2016, Alistair Graham, antic president del Comitè d'Estàndards de la Vida Pública, va respondre a la controvèrsia sobre el favoritisme a la llista d'honor de dissolució de Cameron fent broma dient que estava "sorprès que el gat Larry no en tingués cap". El juny de 2019, en el que es va descriure a la premsa com una aparició fotogràfica, es va poder veure a Larry a la cornisa de la finestra del carrer 10 de Downing Street mentre Theresa May i el seu marit Philip May posaven amb el president dels Estats Units Donald Trump i la primera dama Melania Trump a l'inici de la visita d'estat de Trump al Regne Unit; més tard es va protegir de la pluja sota el cotxe de l'estat presidencial de Trump i va ser convençut només després d'un temps.
Poc després de l'anunci sorpresa televisat de Rishi Sunak d'unes eleccions generals, sota la pluja torrencial, Larry va ser fotografiat al canal en directe de Downing St de la BBC esperant pacientment la reentrada al número 10. Mentre que Sunak estava notablement xop durant el discurs, Larry semblava haver evitat el xàfec.

## Relacions amb altres animals
El juny de 2012, el canceller de l'Hisenda George Osborne es va reunir amb la seva gata perduda, Freya, que es va traslladar al número 11 de Downing Street. Es va informar que Freya i Larry van establir relacions cordials ràpidament, tot i que els dos gats havien estat vists lluitant. Es va informar que Freya era la gata més dominant i la caçadora de ratolins més eficaç, segons es diu per què els seus dies com a vagabunda l'havien "endurit". El novembre de 2014, Freya va deixar Downing Street, deixant a Larry l'única responsabilitat de caçar ratolins. L'any 2013, Osborne va portar una mascota, la seva gossa Lola. Els ajudants van anunciar que la Lola era "amable amb els gats".

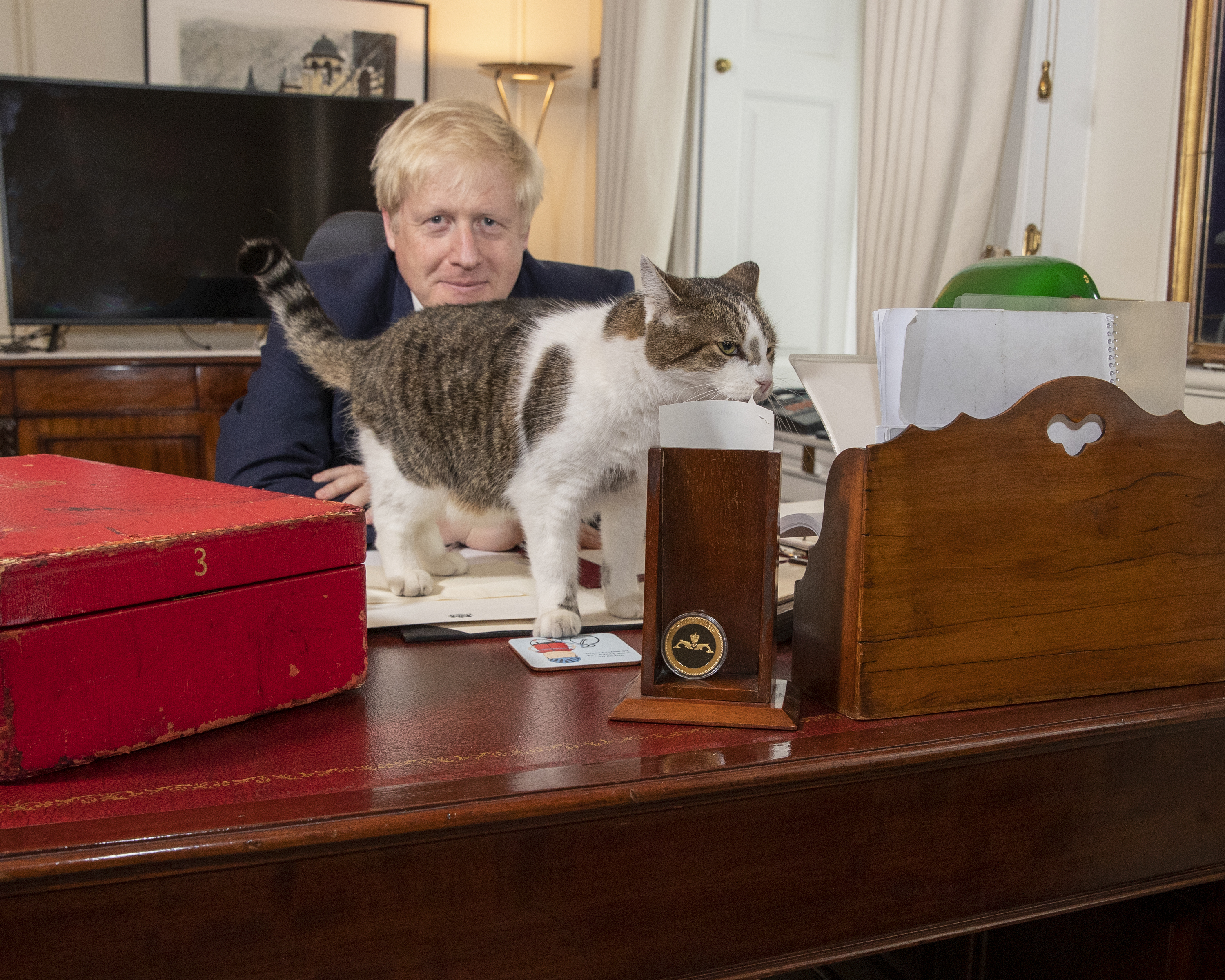
Larry amb Boris Johnson el 2019

El setembre de 2019, un nou gos, Dilyn, propietat de Boris Johnson i Carrie Symonds, va venir a quedar-se a Downing Street. Battersea Dogs & Cats Home es va oferir a negociar un acord amb Larry. El desembre del 2020, Larry va perseguir un colom fora de la residència oficial de Boris Johnson i fins i tot va aconseguir atrapar-lo. Malgrat l'atac aparentment efectiu, el colom va aconseguir volar, aparentment il·lès, després de la breu baralla. L'octubre de 2022, Larry va expulsar una guineu de fora del 10 de Downing Street. Es va informar que la guineu era gairebé el doble de la seva mida. L'incident va ser captat pel circuit tancat de televisió.
El juny de 2021, l'aleshores canceller de l'Hisenda Rishi Sunak va adoptar un cadell de Fox Red Labrador anomenat Nova per viure al número 11 de Downing Street. El setembre de 2023, Akshata Murty, la dona de Sunak, va dir que Larry i Nova havien tingut "intercanvis acalorats" on Larry havia sortit al capdavant.
Durant una entrevista personal a BBC Radio Derby l'abril de 2024, el llavors líder de l'oposició Keir Starmer va esmentar que la família Starmer té un moggie de rescat anomenat Jojo. S'espera que, com totes les famílies del primer ministre, Jojo també resideixi al número 10. L'entitat benèfica felina Cats Protection, ha ofert consells a la família Starmer per fer la relació cordial entre els dos residents. El 2 de setembre de 2024, Matt Chorley de BBC Radio 5 Live va revelar que se'l va informar que un altre gat, un gatet siberià, s'havia unit a la llar dels Starmer. Originalment, els nens volien un gos pastor alemany, però es van acontentar amb un altre gat a causa de la dificultat amb la porta interior del pis número 10. Més tard aquell mes, en una entrevista amb Laura Kuenssberg, Starmer va revelar que el gatet es diu Prince i és blanc amb ulls blaus.

### Rivalitat amb Palmerston

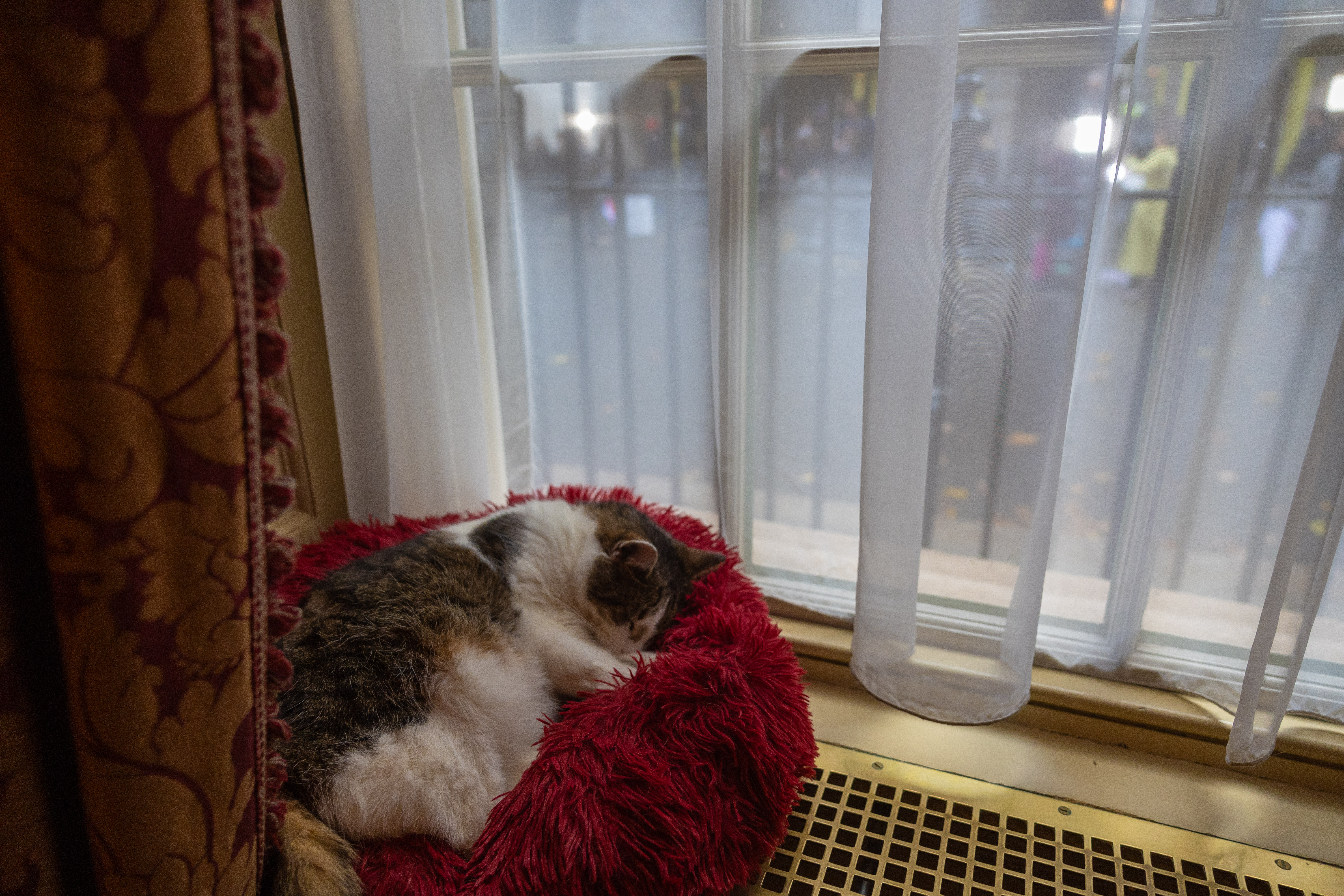
Larry dormint a la finestra del número 10 de Downing Street.

L'abril de 2016, un nou veí felí, Palmerston, es va traslladar al Ministeri d'Afers Exteriors. Encara que se sap que es porten bé de tant en tant, els dos gats s'han barallat en nombroses ocasions. El líder de la Cambra va comentar que esperava que Palmerston i Larry establissin un modus vivendi. El juliol d'aquell any, Palmerston va entrar al número 10 i va haver de ser desallotjat per la força pel personal de seguretat. El setembre de 2016, Lord Blencathra va presentar una qüestió a la Cambra dels Lords preguntant per què el govern no va pagar la factura veterinària de Larry per una lesió recollida en una lluita contra Palmerston i si el govern reemborsaria els funcionaris que van pagar per la cura de Larry. La baronessa Chisholm d'Owlpen, portaveu del govern als Lords, va dir: "Els costos van ser assumits pel personal mitjançant donacions voluntàries de personal a causa del seu afecte per Larry".
L'1 d'agost de 2016, segons el fotògraf polític Steve Beck, Larry va tenir la seva "baralla més brutal fins ara" amb Palmerston a les escales del número 10. Durant la baralla, Larry va perdre el collaret, mentre que Palmerston va patir diverses esgarrapades profundes i una orella molt tallada. Quan Palmerston "va escriure" una carta anunciant que es retirava i es traslladava al camp el 7 d'agost de 2020, BBC News va informar que no es creu que les "disputes decididament poc diplomàtiques [amb Larry] de Palmerston hagin accelerat la seva marxa".

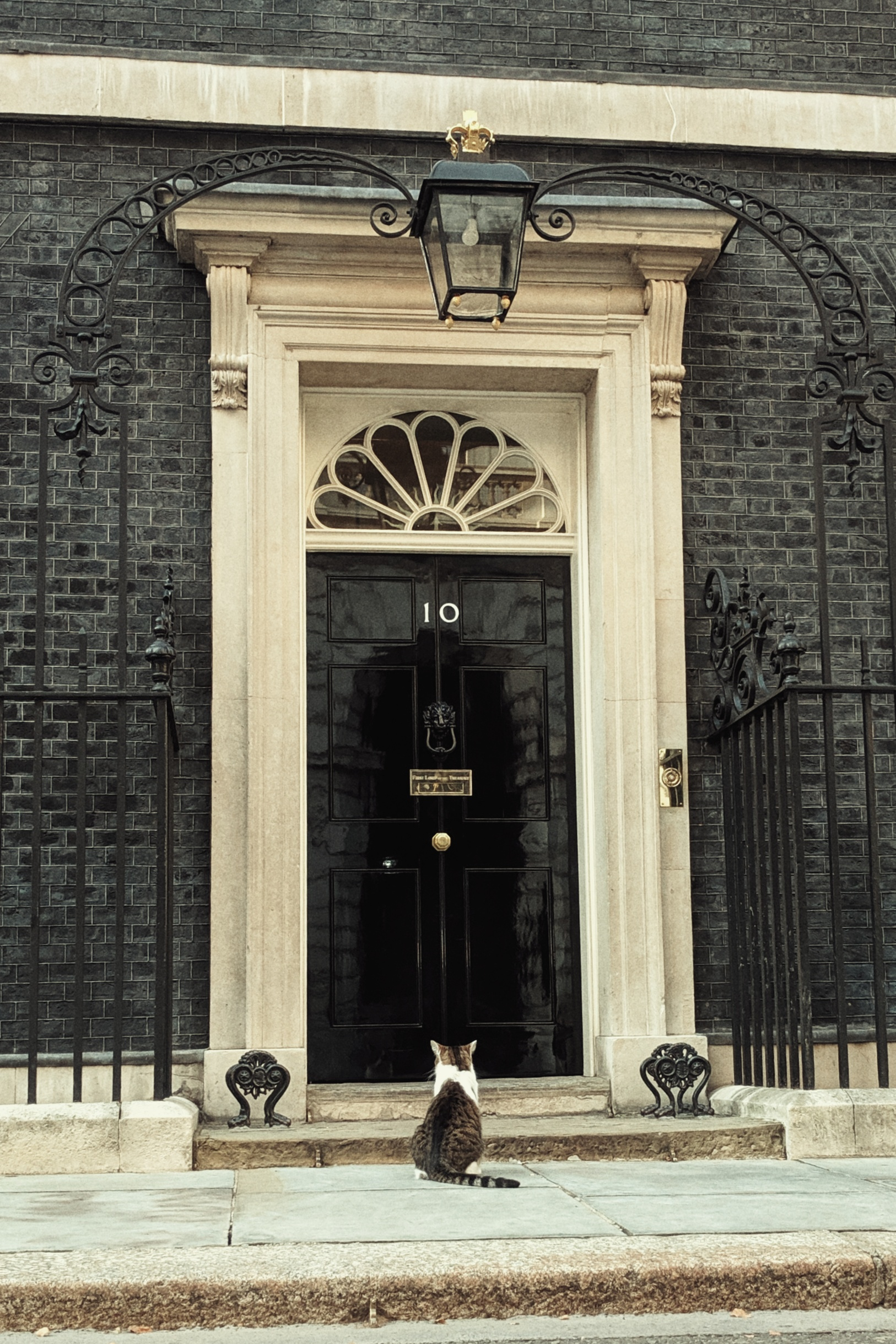
Larry a la porta del número 10 de Downing Street, la seva residència oficial i lloc de treball.

## Premis i reconeixements
Larry va ser homenatjat amb una placa blava a Battersea Dogs and Cats Home l'octubre de 2012.
L'espècie d'escarabat Caccothryptus larryi, descrita per primera vegada el 2021, porta el seu nom.

## En la cultura popular
The Daily Telegraph va produir una galeria d'imatges per celebrar els dos primers anys de Larry al càrrec. Les gestes i observacions de Larry sobre la vida al número 10 es van convertir en el tema d'una caricatura setmanal a The Sunday Express dibuixada pel dibuixant Ted Harrison. L'any 2012 Larry era visible al Google Street View del número 10, dormint al costat de la porta. Una versió de joguina de Larry apareix a la finestra d'una versió simulada del número 10 de Downing Street tal com es reprodueix al vestíbul del casino The Londoner de Macau.